# Estadio Cuscatlán
Lo Estadio Cuscatlán è uno stadio della città di San Salvador, capitale di El Salvador. Lo stadio ospita le partite interne dell'Alianza, prima squadra salvadoregna ad aver vinto la CONCACAF Champions League. Lo stadio conta circa 53.400 posti.